# Лати
Лати (латьи, и поонг, тхо ден, и миа, са; самоназвание — кутэ) — кадайский народ, проживающий главным образом в провинциях Лаокай и Хазянг на севере Вьетнама и на юге Китая. Говорят на языке лати, относящемся к ветви кадайских языков (Лескинен 1999: 295).

## Традиционные хозяйственные занятия
Ручное подсечно-огневое и орошаемое пашенное земледелие (хлопок, индиго, рис, кукуруза) — основное занятие. Из ремёсел развиты производство сельскохозяйственных орудий и ткачество (Лескинен 1999: 296).

## Традиционные жилища
Поселения лати разбросаны, в основном, у подножия гор. Жилища свайно-наземные (часть дома на земле, часть на сваях), с двускатной крышей, прямоугольные (Лескинен 1999: 296).

## Одежда

### Мужская одежда
Мужчины лати носят штаны и халаты с застёжками на левой стороне.

### Женская одежда
Традиционная женская одежда лати — халат, подпоясанный цветным широким поясом, штаны и богато орнаментированный нагрудник (Мухлинов 1977: 75).

## Пища
Рис, овощи — основная пища (Лескинен 1999: 296).

## Форма организации
Основная форма организации общества — соседская община. Счёт родства патрилинейный, патрилокальный брак, семья малая. Запрещён левират, но допускается сорорат (Лескинен 1999: 297).

## Культы
Традиционные культы — предков и аграрные. Богат фольклор: мифы о происхождении жизни на Земле, этногенетические легенды, песенный и музыкальный (Лескинен 1999: 297).

## Язык
Языки, на которых разговаривает это архаичное общество, делятся на две подгруппы: ли-лакуа и лати-келао, которые вместе образуют группу кадайских языков (Benedict 1942: 579).